# Greatest Hits (album Creed)
Greatest Hits – album kompilacyjny formacji Creed, podsumowujący całą działalność zespołu w latach 1997-2001. Został wydany 22 listopada 2004 roku, rok po rozpadzie zespołu. Zawiera wszystkie single zespołu (oprócz Hide), razem z wideoklipami do nich, oraz kilka nagrań koncertowych. 19 listopada 2008 roku uzyskał status podwójnej platyny.

## Lista utworów
1. "Torn" (My Own Prison) – 6:25
2. "My Own Prison" (My Own Prison) – 5:00
3. "What's This Life For" (My Own Prison) – 3:32
4. "One" (My Own Prison) – 5:02
5. "Are You Ready?" (Human Clay) – 4:46
6. "Higher" (Human Clay) – 5:26
7. "With Arms Wide Open" (Human Clay) – 4:38
8. "What If" (Human Clay) – 5:18
9. "One Last Breath" (Weathered) – 3:59
10. "Don't Stop Dancing" (Weathered) – 4:31
11. "Bullets" (Weathered) – 3:51
12. "My Sacrifice" (Weathered) – 4:55
13. "Weathered" (Weathered) – 5:30

## Twórcy
- Scott Stapp - wokal prowadzący
- Mark Tremonti - gitary, gitara basowa (utwory 9-13), wokal wspierający
- Brian Marshall - gitara basowa (utwory 1-8)
- Scott Phillips - perkusja, keyboard

### Współpracownicy
- John Kuzweg - produkcja, keyboard
- Aimee Stapp - wstawki wokalne w piosence "Don't Stop Dancing"